# Lista de imperadores da dinastia Ming
A Dinastia Ming (pinyin: mīng cháo) (1368-1644) foi precedida pela dinastia Yuan e substituída pela dinastia Qing na China. Os imperadores da dinastia Ming eram membros da família Zhu. Entre a população havia fortes sentimentos contra o governo por "estrangeiros", o que finalmente levou à revolta que empurrou a dinastia Yuan de volta às estepes da Mongólia e ao estabelecimento da dinastia Ming em 1368.

## Até 1644
| Nome próprio         | Nome póstumo (abreviado) | Nome | Nome da era                                         | Duração do reinado   | Nome pelo qual é conhecido |
| -------------------- | ------------------------ | --- | --------------------------------------------------- | -------------------- | -------------------------- |
| Zhū Yuánzhāng 朱元璋 | Gāodì 高帝               | Tàizǔ 太祖 | Hóngwǔ 洪武                                         | 1368-1398            | Imperador Hongwu           |
| Zhū Yǔnwén 朱允炆    | Huìdì 惠帝               | nenhum Nas escavações premilinares para a construção de um Ginásio para as Olimpíadas de Pequim em 2008 Tumbas da Dinastia Ming no período de 1368 até/e/ou 1444 foram reveladas pela primeira vez. | Jiànwén 建文                                        | 1398-1402            | Imperador Jianwen          |
| Zhū Dì 朱棣          | Wēndì 文帝               | Chéngzǔ, 成祖 ou Tàizōng, 太宗 | Yǒnglè 永樂                                         | 1402-1424            | Imperador Yongle           |
| Zhū Gāochì 朱高熾    | Zhāodì 昭帝              | Rénzōng 仁宗 | Hóngxī 洪熙                                         | 1424-1425            | Imperador Hongxi           |
| Zhū Zhānjī 朱瞻基    | Zhāngdì 章帝             | Xuānzōng 宣宗 | Xuāndé 宣德                                         | 1425-1435            | Imperador Xuande           |
| Zhū Qízhèn 朱祁鎮    | Ruìdì 睿帝               | Yīngzōng 英宗 | Zhèngtǒng, 正統 1436-1449; Tiānshùn, 天順 1457-1464 | 1435-1449; 1457-1464 | Imperador Zhengtong        |
| Zhū Qíyù 朱祁鈺      | Jǐngdì 景帝              | Dàizōng 代宗 | Jǐngtài 景泰                                        | 1449-1457            | Imperador Jingtai          |
| Zhū Jiànshēn 朱見深  | Chúndì 純帝              | Xiànzōng 憲宗 | Chénghuà 成化                                       | 1464-1487            | Imperador Chenghua         |
| Zhū Yòutáng 朱祐樘   | Jìngdì 敬帝              | Xiàozōng 孝宗 | Hóngzhì 弘治                                        | 1487-1505            | Imperador Hongzhi          |
| Zhū Hòuzhào 朱厚照   | Yìdì 毅帝                | Wǔzōng 武宗 | Zhèngdé 正德                                        | 1505-1521            | Imperador Zhengde          |
| Zhū Hòucōng 朱厚熜   | Sùdì 肅帝                | Shìzōng 世宗 | Jiājìng 嘉靖                                        | 1521-1566            | Imperador Jiajing          |
| Zhū Zǎihòu 朱載垕    | Zhuāngdì 莊帝            | Mùzōng 穆宗 | Lóngqìng 隆慶                                       | 1566-1572            | Imperador Longqing         |
| Zhū Yìjūn 朱翊鈞     | Xiǎndì 顯帝              | Shénzōng 神宗 | Wànlì 萬曆                                          | 1572-1620            | Imperador Wanli            |
| Zhū Chángluò 朱常洛  | Zhēndì 貞帝              | Guāngzōng 光宗 | Tàichāng 泰昌                                       | 1620                 | Imperador Taichang         |
| Zhū Yóujiào 朱由校   | Zhédì 悊帝               | Xīzōng 熹宗 | Tiānqǐ 天啟                                         | 1620-1627            | Imperador Tianqi           |
| Zhū Yóujiǎn 朱由檢   | Zhuānglièmǐn 莊烈愍      | Sīzōng 思宗 | Chóngzhēn 崇禎                                      | 1627-1644            | Imperador Chongzhen        |

## Após 1644
Após 1644, a dinastia Ming é conhecida por Dinastia Ming do Sul.
| Nome próprio         | Nome          | Nome da era                                                                               | Duração do reinado | Nome pelo qual é conhecido        |
| -------------------- | ------------- | ----------------------------------------------------------------------------------------- | ------------------ | --------------------------------- |
| Zhū Yóusōng 朱由崧   | Ānzōng 安宗   | Hóngguāng 弘光                                                                            | 1644-1645          | Príncipe de Fu 福王 Fú Wáng       |
| Zhū Yùjiàn 朱聿鍵    | Shàozōng 紹宗 | Lóngwǔ 隆武                                                                               | 1645-1646          | Principe de Tang 唐王 Táng Wáng   |
| Zhū Chángfāng 朱常淓 | Nenhum        | Nenhum, mas designado por vezes Regência do Príncipe de Lu (Luh) 潞王臨國 Lù Wáng Lín Guó | 1645               | Principe de Lu (Luh) 潞王 Lù Wáng |
| Zhū Yǐhǎi 朱以海     | Nenhum        | Nenhum, mas designado por vezes Regência do Príncipe de Lu (Lou) 魯王臨國 Lǔ Wáng Lín Guó | 1645-1653          | Príncipe de Lu (Lou) 魯王 Lǔ Wáng |
| Zhū Yùyuè 朱聿[金粵] | Nenhum        | Shàowǔ 紹武                                                                               | 1646               | Príncipe de Tang 唐王 Táng Wáng   |
| Zhū Yóuláng 朱由榔   | Nenhum        | Yǒnglì 永曆                                                                               | 1646-1662          | Principe de Gui 桂王 Guì Wáng     |